# نیتسویل (کنتاکی)
نیتسویل (به انگلیسی: Neatsville) یک منطقهٔ مسکونی در ایالات متحده آمریکا است که در شهرستان ادیر، کنتاکی واقع شده‌است. نیتسویل ۲۱۴٫۸۹ متر بالاتر از سطح دریا واقع شده‌است.